# Шеманський Олександр Леонідович
Олекса́ндр Леоні́дович Шема́нський (11 травня 1900, Іркутськ — 1 квітня 1976, Лос-Анджелес) — артист опери (тенор) і драматичний актор.
Навчався в Іркутському кадетському корпусі, у Громадянську війну служив підпоручиком на Східному фронті. Емігрував в Харбін, займався вокалом у Осипової-Заржевской. В еміграції був солістом Харбінської опери при Залізничному Зборах, гастролював з італійської оперної трупою «Капрі» в Азіатських країнах. У Харбіні в 1936 році виконував концерт спільно Ф. І. Шаляпіним. У 1960-х рр. переїхав до США, викладав вокал в Лос-Анджелесі.